# Edward Gawler Prior

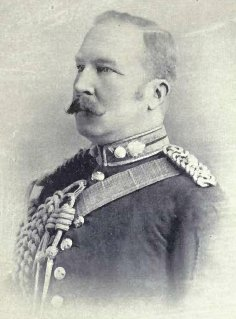
Edward Gawler Prior

Edward Gawler Prior, PC (* 21. Mai 1853 in Dallowgill bei Ripon, England; † 12. Dezember 1920 in Victoria) war ein kanadischer Politiker und Bergbauingenieur. Vom 21. November 1902 bis zum 1. Juni 1903 war er Premierminister der Provinz British Columbia, vom 18. Dezember 1919 bis zu seinem Tod Vizegouverneur.

## Biografie
Bis 1873 arbeitete Prior als Ingenieur in englischen Minen, wanderte dann nach British Columbia aus und ließ sich in Nanaimo nieder. Dort arbeitete er als stellvertretender Manager der Vancouver Coal Mining & Land Company. 1878 wurde er Mineninspektor im Dienste der Provinzregierung. 1880 gründete er mit Alfred Fellows ein Handelsunternehmen für Maschinen und Werkzeuge, ab 1883 war er alleiniger Besitzer.
Prior wurde im Juli 1886 als unabhängiger Kandidat in die Legislativversammlung von British Columbia gewählt (damals existierten in der Provinz noch keine Parteien). Im Januar 1888 folgte die Wahl in das kanadische Unterhaus. 1891 trat Prior den Freimaurern bei. Er gehörte von Dezember 1895 bis Juli 1896 den Kabinetten der konservativen Premierminister Mackenzie Bowell und Charles Tupper an und war Rechnungsprüfer der nationalen Steuerbehörde.
Wegen Missachtung des Wahlgesetzes verlor Prior 1900 seinen Unterhaussitz. Er kehrte zur Provinzpolitik zurück, wurde 1901 bei einer Nachwahl wieder in die Legislativversammlung gewählt und von James Dunsmuir zum Bergbauminister ernannt. Am 21. November 1902 ernannte ihn Vizegouverneur Henri-Gustave Joly de Lotbinière zum Premierminister der Provinz. Diese letzte parteiunabhängige Provinzregierung hielt nur ein halbes Jahr. Joly setzte sie am 1. Juni 1903 wieder ab, da Prior unter Verdacht stand, einen Bauauftrag der Regierung an sein eigenes Unternehmen vergeben zu haben.
Bei den Wahlen im Oktober 1903 verlor Prior seinen Sitz. Im selben Jahr scheiterte auch sein Versuch, wieder ins kanadische Unterhaus gewählt zu werden. Er widmete sich wieder seinem Unternehmen und war auch Präsident der Handelskammer von Victoria. Ab dem 18. Dezember 1919 war er Vizegouverneur von British Columbia, verstarb jedoch knapp ein Jahr später im Amt.